# جزيرة أمير ويلز (نونافوت)
جزيرة أمير ويلز هي جزيرة في القطب الشمالي في نونافوت، كندا، وتقع بين جزيرة فيكتوريا وجزيرة سومرسيت وجنوب جزر الملكة إليزابيث. مساحة الجزيرة 33,339 كم2 (12,872 ميل مربع). جزيرة أمير ويلز غير مأهولة بالسكان.